# Larry Drake
Larry Drake (ur. 21 lutego 1949 w Tulsa, zm. 17 marca 2016 w Los Angeles) – amerykański aktor filmowy, telewizyjny i głosowy.

## Życiorys
Urodził się w Tulsa w stanie Oklahoma, rodzice Lorraine Ruth (Burns) i Raymond John Drake. Absolwent University of Oklahoma. W latach 1989–1991 był żonaty z Ruth de Sosa, małżeństwo zakończyło się rozwodem. Zmarł w Hollywood.

## Filmografia

### Filmy
- 1990: Człowiek ciemności jako Robert G. Durant
- 1995: Człowiek ciemności II: Durant powraca jako Robert G. Durant
- 1998: Pechowa przesyłka jako doręczyciel Hal Ipswich
- 1999: Inferno: Piekielna walka jako Ramsey Hogan
- 2001: Dom obłąkanych jako Śmieciarz
- 2007: Gryf z krainy ciemności jako Sorcerer Armand

### Seriale
- Prawnicy z Miasta Aniołów jako Benny Stulewicz
- Naga prawda jako doktor Bryce Fromm
- Walka o przetrwanie jako doktor Walter Attwood

### Głos
- Johnny Bravo jako Pops
- Zielona Latarnia: Pierwszy lot jako Ganthet
- Star Wars: The Force Unleashed jako Kazdan Paratus

Ponadto epizodycznie występował w takich serialach jak: Opowieści z krypty, Po tamtej stronie, Star Trek: Voyager, Gwiezdne wrota, Sześć stóp pod ziemią, Firefly czy Orły z Bostonu.

## Nagrody
Za role Benny’ego Stulewicza w serialu Prawnicy z Miasta Aniołów dwukrotnie, w 1988 i 1989, otrzymał nagrodę Emmy w kategorii najlepszy aktor drugoplanowy w serialu dramatycznym i był do niej nominowany w 1990. Za to samą rolę był też trzykrotnie nominowany do Złotego Globu w kategorii najlepszy aktor drugoplanowy w serialu, miniserialu lub filmie telewizyjnym (w 1989, 1990 i 1992). Ponadto w 1991 był nominowany do nagrody Saturna w kategorii najlepszy aktor drugoplanowy za film Człowiek ciemności.